# Santiago Lucero
Santiago Lucero (Santa Isabela, 29 december 1870 - 2 november 1925) was een Filipijns politicus. Hij was van 1922 tot zijn dood in 1925 lid van de Senaat van de Filipijnen.

## Biografie
Santiago Lucero werd geboren op 29 december 1870 in Santa Isabela, tegenwoordig Malolos in de Filipijnse provincie Bulacan. Hij studeerde drie jaar lang aan de middelbare school van Enrique Mendiola. In 1897 voltooide Lucero een rechtenopleiding aan de University of Santo Tomas. Tijdens de Filipijnse revolutie vocht hij in 1899 tegen de Amerikanen bij Lo Loma in Manilla. Hij werd gevangengenomen en zat daarna vast tot 1901. Na zijn vrijlating slaagde hij in 1902 voor het toelatingsexamen van de Filipijnse balie. Nadien was hij Registrar of Deeds in Nueva Ecija. Ook was hij aanklager van deze provincie en later van de provincie Tarlac
Tweemaal deed Lucero zonder succes mee aan de verkiezingen voor het gouverneurschap van Nueva Ecija. Bij de verkiezingen van 1922 werd hij namens het 2e Senaatsdistrict en voor de Democrata Party gekozen in de Senaat met een termijn van zes jaar. In 1925 overleed Lucero voor het einde van zijn termijn op 54-jarige leeftijd. Bij speciale verkiezingen op 23 maart 1926 werd Luis Morales voor het restant van zijn termijn.